# 栒子叶柳
栒子叶柳（学名：Salix karelinii）为杨柳科柳属的植物。分布于俄罗斯、巴基斯坦、伊朗、阿富汗以及中国大陆的新疆等地，生长于海拔2,700米至3,000米的地区。